# Рыкалов, Фёдор Иванович
Фёдор Иванович Рыкалов — советский военный, государственный и политический деятель, генерал-лейтенант.

## Биография
Родился в 1921 году в Шахтах. Член КПСС с 1943 года.
С 1941 года — на военной службе, общественной и политической работе. В 1941—1977 гг. — краснофлотец-разведчик, комендант военного трибунала, заместитель командира стрелкового полка, заместитель начальника отдела ПВО, начальник штаба, командир 19-й мотострелковой дивизии, командир 12-го армейского корпуса, командующий 13-й армией, начальник штаба Московского военного округа.
Умер в Москве в 2008 году.